# Тамьян (Татарстан)
Тамья́н (тат. Тәмьян) — деревня в Муслюмовском районе Республики Татарстан, в составе Нижнетабынского сельского поселения.

## География
Деревня находится на реке Ик, в 14 км к северо-западу от районного центра, села Муслюмово.

## История
В окрестностях деревни выявлены археологические памятники: Тамьянские стоянки I, II (срубная культура), Тамьянские селища I (именьковская культура) и II (пьяноборская, кушнаренковская культуры).
Деревня основана не позднее 1735 года. В XVIII – первой половине XIX веков жители относились к категориям башкир-вотчинников, тептярей и государственных крестьян. Их основные занятия в этот период – земледелие и скотоводство.
В «Списке населенных мест по сведениям 1870 года», изданном в 1877 году, населённый пункт упомянут как деревня Тамьян 2-го стана Мензелинского уезда Уфимской губернии. Располагалась при реке Ике, по левую сторону просёлочной дороги из Мензелинска в Бугульму, в 40 верстах от уездного города Мензелинска и в 30 верстах от становой квартиры в селе Александровское (Кармалы). В деревне, в 46 дворах жили 275 человек (128 мужчин и 147 женщин, тептяри, татары, башкиры), были мечеть, училище. Жители занимались земледелием, скотоводством.
По сведениям начала XX века, в деревне действовали мечеть, мектеб, хлебозапасный магазин. В этот период земельный надел сельской общины составлял 957 десятин.
До 1920 года деревня входила в Ирехтинскую волость Мензелинского уезда Уфимской губернии. С 1920 года в составе Мензелинского кантона ТАССР.
В 1929 году в деревне организован колхоз «Тугай».
С 10 августа 1930 года – в Муслюмовском, с 1 февраля 1963 года – в Сармановском, с 12 января 1965 года в Муслюмовском районах.

## Население
| 1816 | 1858 | 1870 | 1884 | 1913 | 1920 | 1926 | 1938 | 1949 | 1958 | 1970 | 1979 | 1989 | 2002 | 2010 | 2017 |
| ---- | ---- | ---- | ---- | ---- | ---- | ---- | ---- | ---- | ---- | ---- | ---- | ---- | ---- | ---- | ---- |
| 73   | 246  | 275  | 270  | 397  | 388  | 257  | 284  | 213  | 166  | 211  | 152  | 100  | 101  | 88   | 71   |

Национальный состав села: татары.

## Экономика
Жители занимаются полеводством, молочным скотоводством.

## Объекты медицины и культуры
В деревне действуют клуб, фельдшерско-акушерский пункт.